# Stora och Lilla Änggården

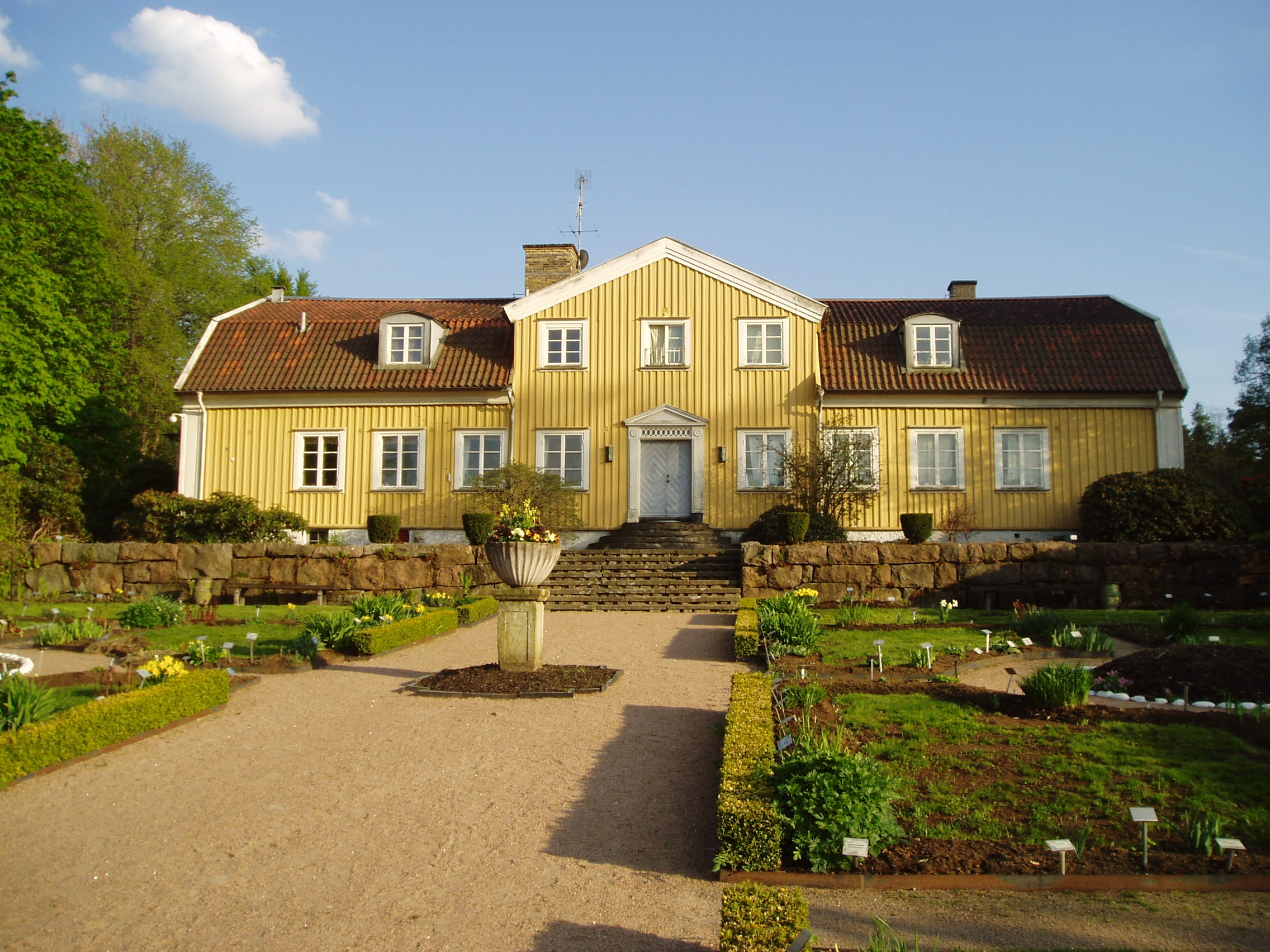
Stora Änggården nu i Göteborgs botaniska trädgård

Stora och Lilla Änggården var två gårdar i Örgryte socken som nu ligger i stadsdelen Änggården i Göteborg, där Stora Änggårdens huvudbyggnad återfinns inom området för Göteborgs botaniska trädgård och Lilla Änggårdens huvudbyggnad är en del av Göteborgs Stadsmuseum.

## Änggården
Änggården är känd sedan 1600-talet och utgjorde då ett halvt kronohemman och var bebodd av en ängvaktare/uppsyningsman som såg efter viltet och skogen i de östliga markerna, särskilt då Sundshagen, nuvarande Slottsskogen. 18 april 1719 såldes gården till häradsfogden Erich Grönbohm. 
Egendomen omfattade ett område som innefattade den nuvarande stadsdelen och områden i bergen norr och öster om. Engegårdhen nämns första gången 1619.. Det var då en del av Älvsborgs Kungsladugårds ägor.

## Stora- och Lilla Änggården

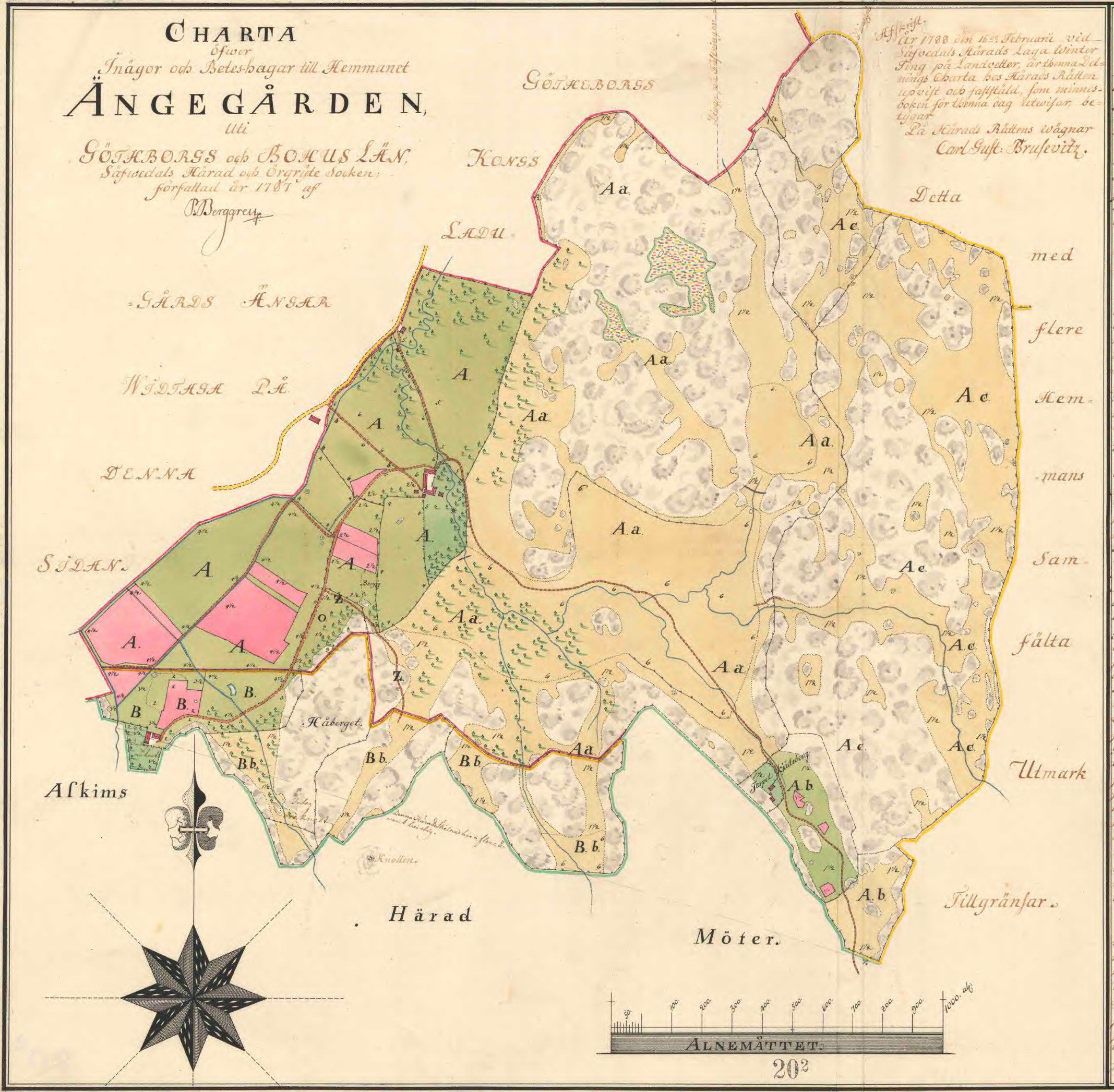
Karta över Änggården 1787. Lilla Änggården kan ses i sydvästra hörnet och Stora Änggården ses ungefär i mitten på västra sidan. Göteborgs botaniska trädgård utgör ungefär den södra delen av detta område med Änggårdsbergen längre söderut utanför kartan.

Egendomen Änggården styckades under slutet av 1700-talet upp i Stora och Lilla Ängården.
År 1807 köpte grosshandlaren Gabriel Gréen båda gårdarna. Stavningen ändrades senare av familjen till Gren. Manbyggnaden på Stora Änggården ersattes med nuvarande prefektbostaden och stod färdig 1812. Gabriel Gréen avled innan gården stod klar men den färdigställdes och beboddes av hans änka Sofia, född Ström, och deras barn. Sonen Arvid Gren utbildades till apotekare och övertog gården 1847 efter moderns död.
År 1840 anställdes trädgårdsmästare Anders Jonsson för att på Lilla Änggårdens ägor anlägga en park och en trädgård. Jonsson blev kvar ända till 1884 och 1887 omfattade Lilla- och Stora Änggårdens ägor totalt 340 tunnland eller 165 hektar mark. Tanken var att anlägga en engelsk park på de kala bergen runt gården, där besökare skulle bjudas in till en spännande vandring bland växter från olika delar av världen i den kuperade terrängen. På stenar, i bersåer och vid utkikspunkter anlades sittplatser. År 1849 planterades det första trädet, en gran som fortfarande står kvar i en sluttning ner mot bäcken. De flesta träden planterades under 1860- och 1870-talen, exempelvis sattes 1866 1 857 plantor, 1867 1 000 plantor, 1868 1 844 plantor och 1869 1 605 plantor. Gren ville variera trädslagen för att öka färgskiftningen i lövverken över årstiderna, varför bland annat vanlig bok, blodbok, avenbok, sykomorlönn, ornäsbjörk, valnötsträd, rödblommande kastanj, robinior, gullregn, cembratall och lärkträd planterades.
På sina många och långa resor tog familjen Gren alltid med sig frön tillbaka till Lilla Änggården. Men även på närmare håll hämtades plantor, som kastanjeträdet vid trädgårdsmästarbostaden som kommer från en planta vid släktgården Underås och som planterades av Jeanna Gren. Eken vid Gabriels fästning kommer ur en blomsterdekoration från apotekarparets guldbröllopsdag den 22 oktober 1886. Professorn i kirurgi Carl Gustaf Santesson, Jeannas bror, tog med sig ett åttiotal granplantor från Augustenborgs park på ön Als under det dansk-tyska kriget 1864. De planterades därefter på Lilla Änggårdens marker och har nått en ovanligt hög höjd för arten.

## Lilla Änggården

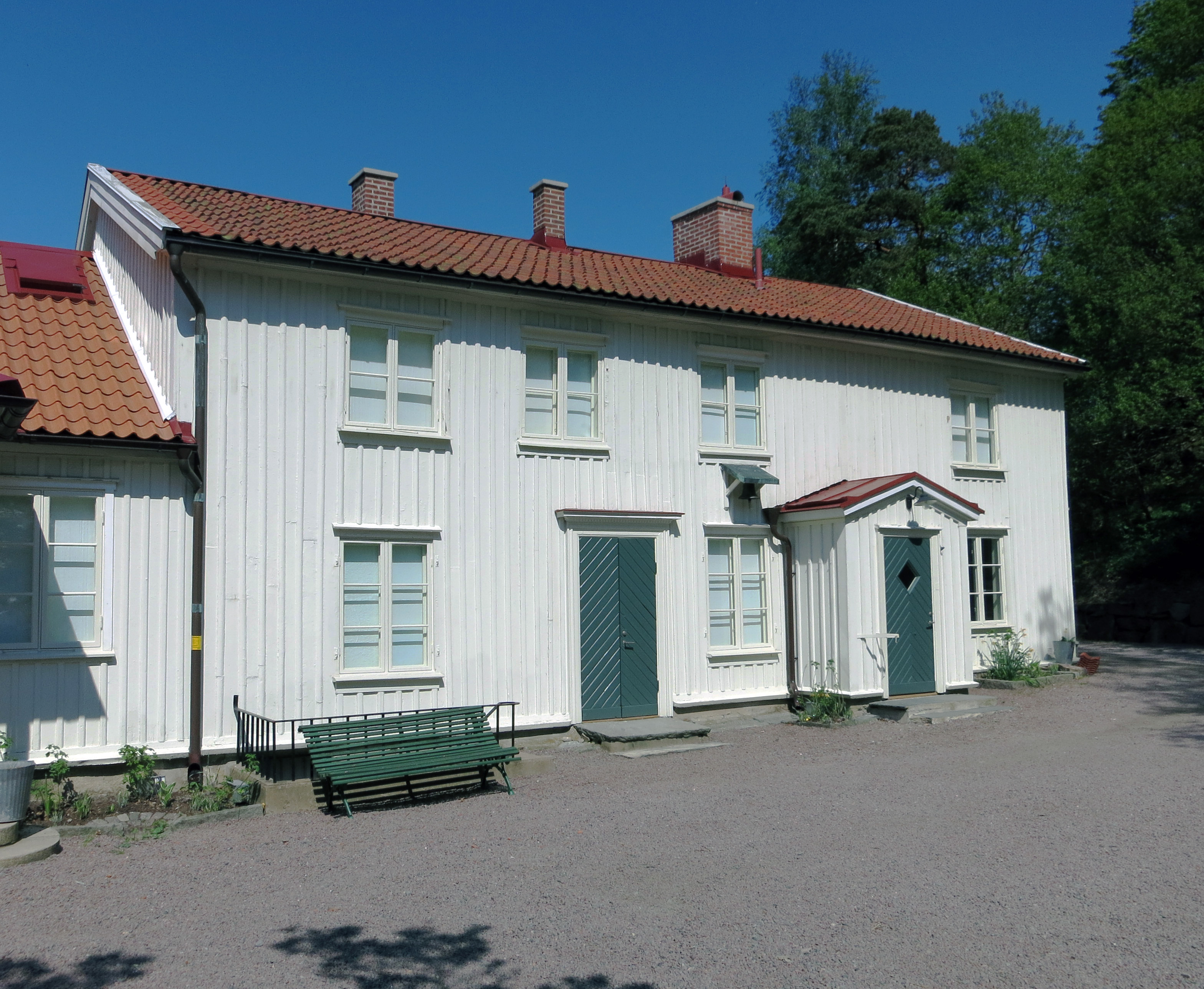
Lilla Änggården. Huvudbyggnaden

Lilla Änggården är från början göteborgsfamiljen Grén Brobergs sommarbostad med anor från 1700-talet. Huset ligger i en park i södra delen av Göteborgs botaniska trädgård, på gränsen till Ängårdsbergen. Stora delar av inredning är intakt och fungerar som ett museum i Göteborgs stadsmuseums regi. Bröderna Carl och Sven Grén Broberg donerade 1963 Lilla Änggården till Göteborgs stad, samt större delen av sin förmögenhet till en stiftelse, vilken skulle säkerställa skötsel och inventarier. Den 13 juni samma år beslöt stadsfullmäktige att ta emot donationen. Änggårdsmuseet blev verklighet när den siste av bröderna gick bort 1973. Samtidigt tog Gren Brobergs museistiftelse över tillsynen av donationen.

## Egendomarna tas över av Göteborgs stad
Området, som skulle komma att utgöra stadsdelen Änggården, köptes in av Göteborgs stad 1891 och införlivades med staden i två etapper: 1904 och 1918.
Koloniträdgårdarna i Änggården började anläggas den 27 mars 1913.
Stadsfullmäktige fattade beslut om att anlägga Botaniska trädgården 10 juni 1915. Arbetena påbörjades 1916, naturparken öppnades för allmänheten den 2 maj 1919 och kulturområdena den 8 juli 1923. Namnet föreslogs 1912 och beslöts 1915.